# کارآفرینی دیجیتال در ایران
کارآفرینی دیجیتال در ایران به مجموعه‌ای از فعالیت‌های اقتصادی گفته می‌شود که با بهره‌گیری از فناوری‌های دیجیتال، اینترنت و ابزارهای نوین ارتباطی شکل گرفته‌اند. این نوع از کارآفرینی، به‌ویژه در دههٔ ۱۳۹۰ شمسی، با گسترش اینترنت و توسعه زیرساخت‌های فناوری اطلاعات در کشور، رشد قابل توجهی را تجربه کرده‌است.

## پیش‌زمینه
با گسترش استفاده از تلفن‌های هوشمند، افزایش ضریب نفوذ اینترنت، و تمایل نسل جوان به ایجاد کسب‌وکارهای مستقل، زمینه برای رشد کارآفرینی دیجیتال در ایران فراهم شد. این تحولات به ظهور استارت‌آپ‌ها و کسب‌وکارهای آنلاین در حوزه‌هایی همچون فروشگاه‌های اینترنتی، آموزش مجازی، خدمات حمل‌ونقل آنلاین و محتوای دیجیتال منجر شد.

## رشد و توسعه
از جمله عوامل مؤثر در رشد کارآفرینی دیجیتال در ایران می‌توان به موارد زیر اشاره کرد:
- حمایت‌های اولیه نهادهای دولتی از کسب‌وکارهای نوپا
- توسعه مراکز نوآوری و شتاب‌دهنده‌ها مانند
- تغییر الگوهای مصرفی جامعه به سمت خدمات آنلاین
- فعالیت گسترده نسل جوان در حوزهٔ فناوری

در کنار این عوامل، برگزاری رویدادهایی مانند  «استارت‌آپ ویکند‌ها» نیز نقش مهمی در ایجاد شبکه‌های ارتباطی میان کارآفرینان و سرمایه‌گذاران ایفا کرده‌است.

## چالش‌ها
کارآفرینان دیجیتال در ایران با چالش‌های متعددی مواجه هستند، از جمله:
- محدودیت‌های قانونی و فیلترینگ برخی خدمات
- عدم دسترسی پایدار به زیرساخت‌های پرداخت بین‌المللی
- تحریم‌های بین‌المللی و دشواری در جذب سرمایه خارجی
- مهاجرت نیروی انسانی متخصص و کاهش سرمایه انسانی

با وجود این چالش‌ها، بسیاری از کسب‌وکارهای دیجیتال ایرانی توانسته‌اند در شرایط محدود نیز به رشد خود ادامه دهند.

## نمونه‌های شاخص
برخی از کسب‌وکارهای دیجیتال موفق در ایران عبارتند از:
- دیجی‌کالا – یکی از بزرگ‌ترین فروشگاه‌های اینترنتی خاورمیانه
- اسنپ – سامانهٔ هوشمند حمل‌ونقل
- کافه‌بازار – مارکت اندرویدی ایرانی
- نوار – اپلیکیشن کتاب صوتی فارسی
- ژاکت – بازار فروش قالب‌ها و افزونه‌های دیجیتال

## وضعیت کنونی
بر اساس گزارش مرکز ملی فضای مجازی در سال ۱۴۰۲، بیش از ۴ میلیون ایرانی به‌نوعی درگیر فعالیت‌های مرتبط با کارآفرینی دیجیتال هستند. این رقم شامل افرادی است که در شبکه‌های اجتماعی فروش دارند، خدمات آموزشی ارائه می‌کنند، در پلتفرم‌های فروشگاهی فعال‌اند یا به‌صورت فریلنسر کار می‌کنند.
با توجه به روند رو‌به‌رشد دیجیتال‌سازی در ایران، انتظار می‌رود نقش کارآفرینی دیجیتال در آیندهٔ اقتصاد کشور پررنگ‌تر شود.